# Vorderschaftgriff

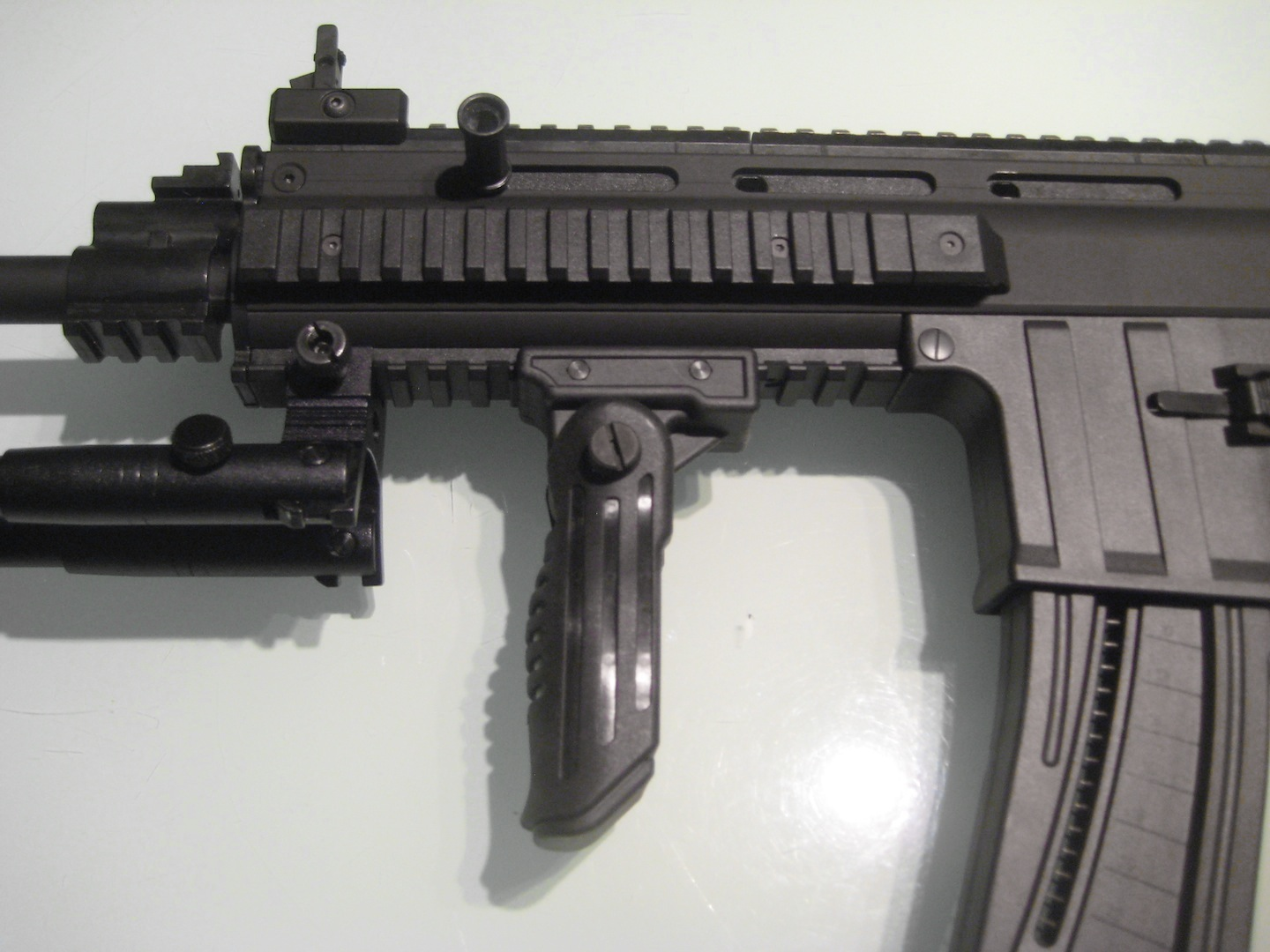
ISSC Modern Sporting Rifle MK22 mit klappbarem Sturmgriff.

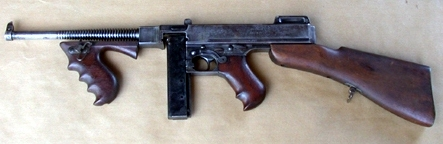
Colt-Thompson (Tommy-Gun) mit Vorderschaftgriff (1921)

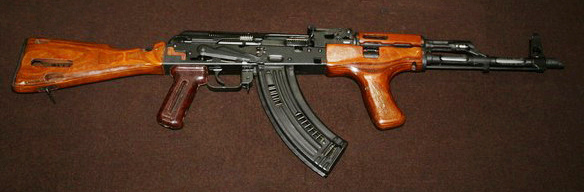
Rumänische PM63

Ein Vorderschaftgriff oder Sturmgriff auch Vordergriff englisch Forward Grip, ist ein Griff, der am Vorderschaft einer Schusswaffe angebracht ist und zum Greifen mit der vorderen Stützhand (oder Nichtschusshand) bestimmt ist. Zusätzliche Griffe am Vorderschaft schon wurden in den 1920er-Jahren insbesondere durch die Modelle der Colt-Thompson-Maschinenpistolen und -Selbstladewaffen bekannt.

## Beschreibung

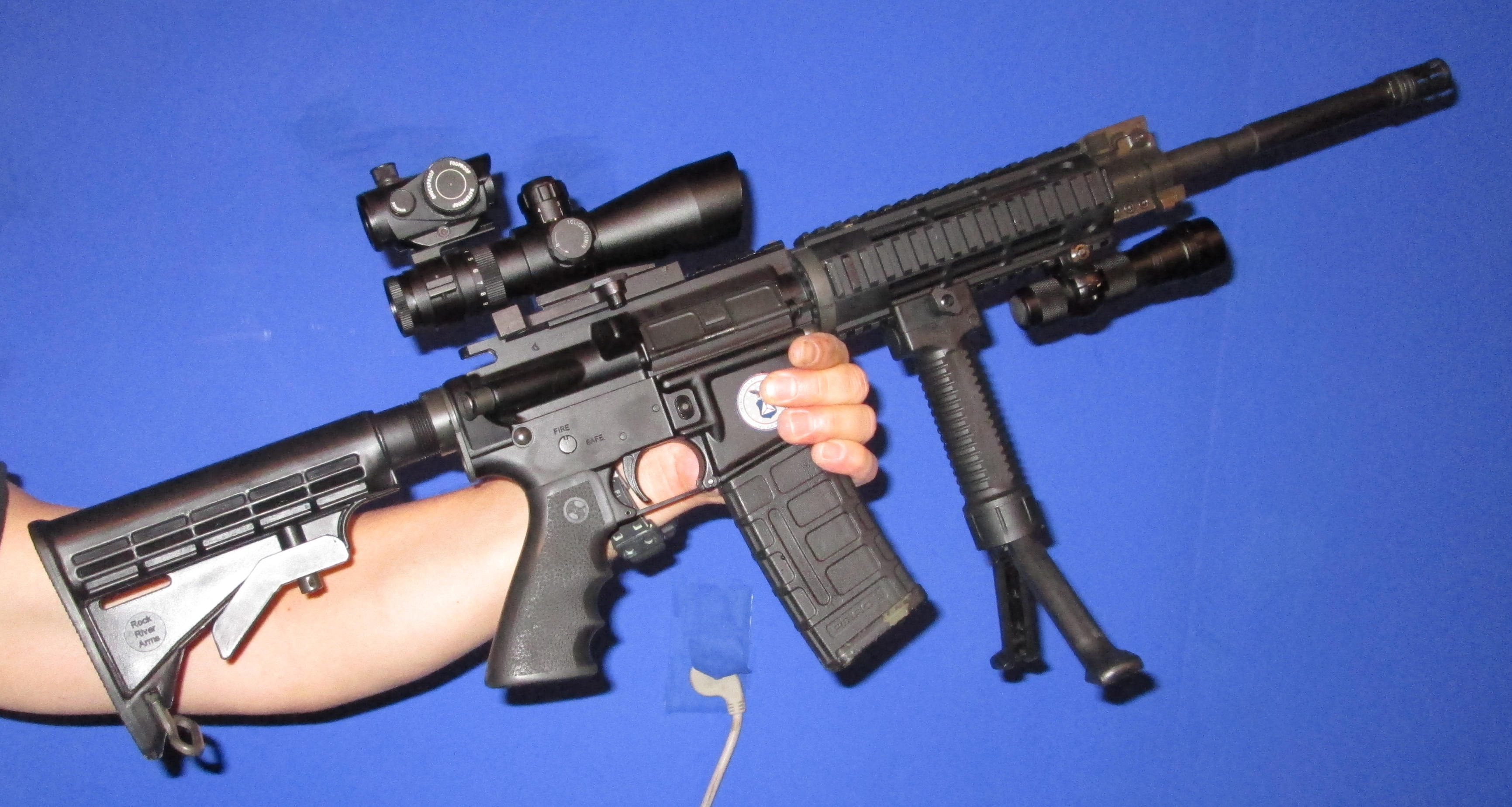
Vorderschaftgriff eines AR-15 mit integriertem Zweibein (engl. foregrip bipod) montiert an einer Picatinny-Schiene

Beim klassischen Anschlag mit dem Gewehr umfasst eine Hand den Griff hinter dem Abzug. Die zweite Hand ergreift die Waffe entweder am Vorderschaft oder am um den Lauf angebrachten Handschutz. Für manche Schützen ist es intuitiver, einen vertikalen Griff zu halten. Gibt es diesen nicht, ergreifen sie manchmal das Magazin. Von dieser Praxis wird abgeraten, denn dieses kann Ladehemmungen verursachen.
Vorderschaftgriffe in rechtwinklig-vertikaler Ausführung unterstützen die Handhabung der Schusswaffe. Das Ergreifen von Gegenständen mit Quergriffen ist ergonomisch günstiger, als an vertikalen Gegenständen wie dem Vorderschaft. Vordergriffe können die Genauigkeit beim Schießen verbessern. Dieses gilt vor allem beim Bewegungsschießen im Close Quarters Battle. Ein weiterer Vorteil ist, dass die Waffe auch im heißgeschossenen Zustand noch gehalten werden kann. Nachteilig ist, dass ein großer Vorderschaftgriff leichter an Hindernissen hängen bleiben oder beim Besteigen bzw. Verlassen von Fahr- und Flugzeugen stören kann. Auch können vertikal angebrachte Griffe hinderlich sein, wenn es darum geht, möglichst flach vom Untergrund zu schießen. In solchen Fällen sind seitliche Griffe besser geeignet. In der Praxis ist bei modernen Militärwaffen das Magazin in der Regel länger als der Vorderschaftgriff, so dass dies kaum eine Rolle spielt.
Bei kurzläufigen Waffen soll ein vertikaler Vorderschaftgriff auch verhindern, dass sich die Hand des Schützen über die Mündung hinausragt.

### Abgrenzung
Nicht mehr zu den Vorderschaftgriffen zählen Vordergriffe, die gemeinsam mit der Magazinhalterung und dem Magazin gestaltet sind. Einige Maschinenpistolen wie die Bergmann MP35 (Horizontalmagazin) oder die MP40 (Vertikalmagazin) baute man mit seitlichen Magazinhalterungen, die mit dem Magazin als Griff dienen können.

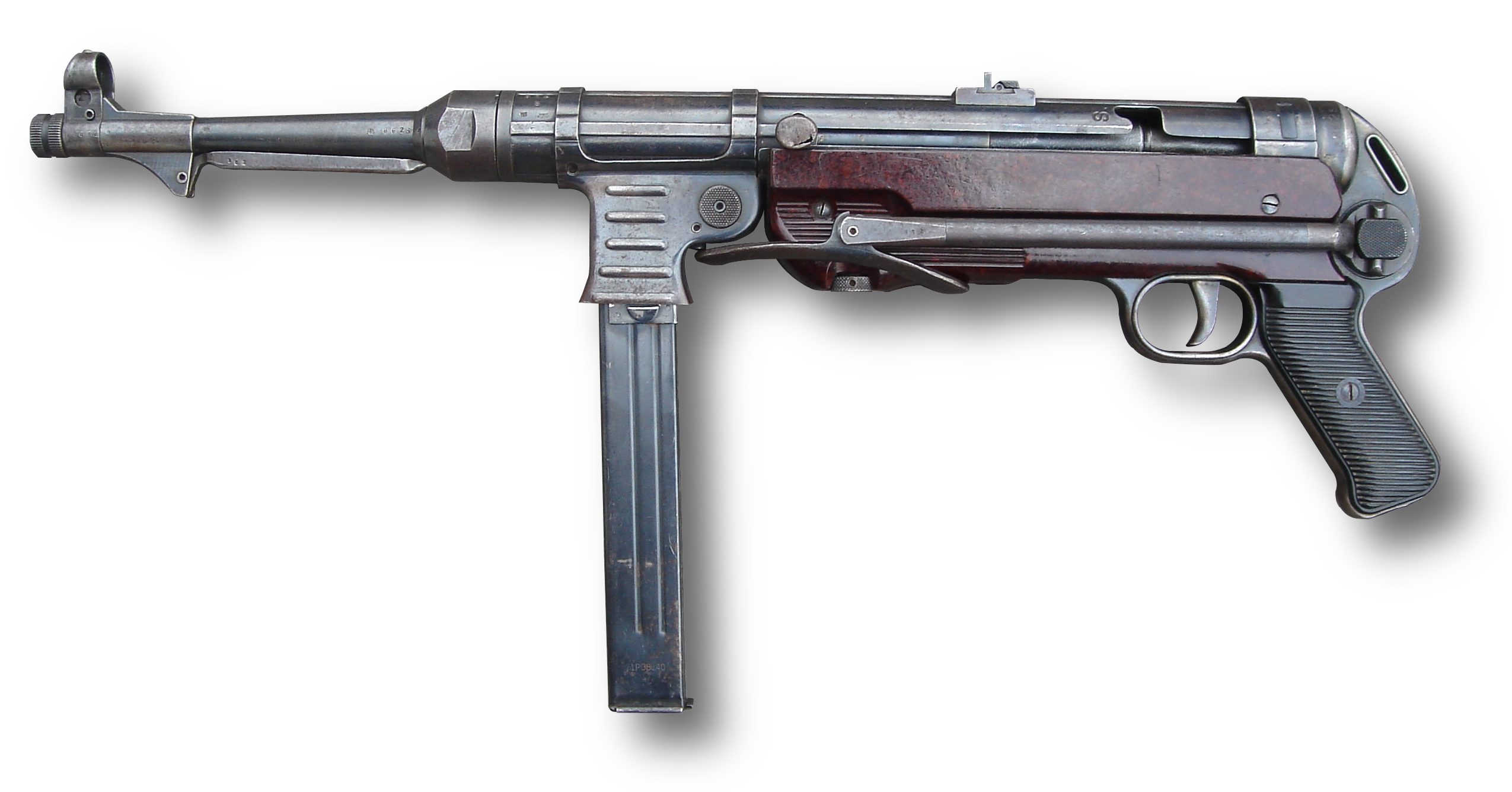
Maschinenpistole MP 40 mit vertikalem Magazingriff (1938)
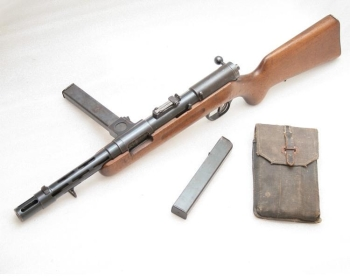
Bergmann MP 35 mit horizontalem Magazingriff (1932)

### Vertikaler Vorderschaftgriff

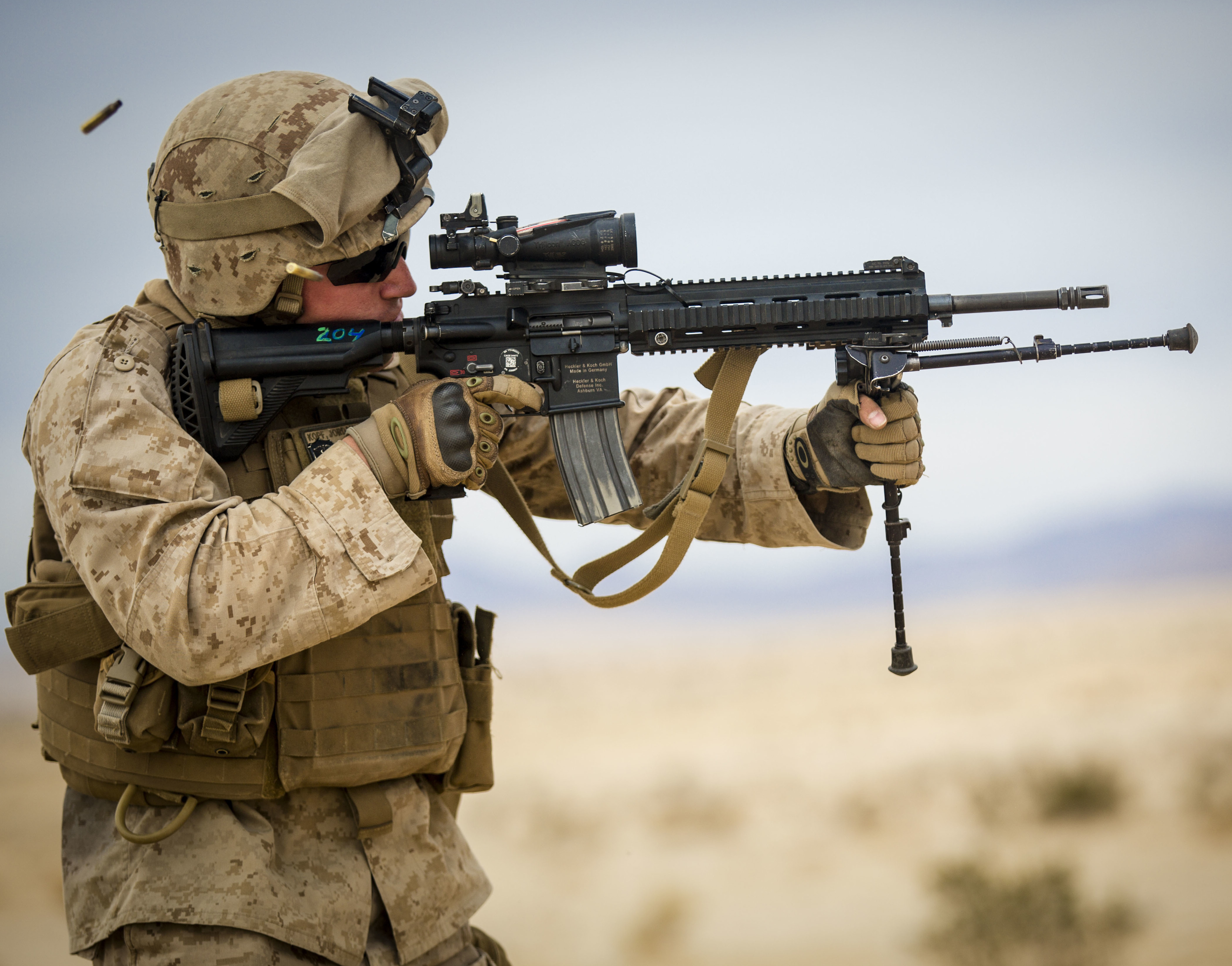
Zweibein wird als Vorderschaftgriff benutzt

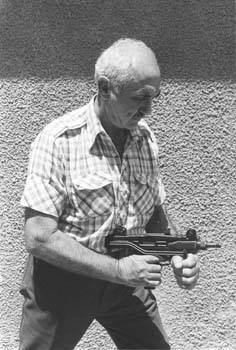
Die angeklappte Schulterstütze der Mini-Uzi kann als Vordergriff verwendet werden

Vertikale Vorderschaftgriffe werden im rechten Winkel am Vorderschaft so angebracht, das sie vertikal nach unten zeigen. Es gibt verschiedene Bauformen. Sie können fest an der Waffe montiert oder abnehmbar sein. Manche sind starr, andere klappbar.
Fest montierte und starre Vorderschaftgriffe findet man neben den Thompson-Maschinenpistolen auch bei der italienischen Beretta M12 oder ungarischen AMD-65. Fest montierte aber klappbare Vorderschaftgriffe findet man in den frühen Versionen der HK MP7 oder Steyr AUG. Eine Besonderheit gibt es bei der Maschinenpistole Micro-Uzi. Hier gibt es eine Schulterstütze die im angeklappten Zustand als Vordergriff genutzt werden kann.
Mit dem Aufkommen der Schienensysteme zur modularen Zubehörmontage, insbesondere der Picatinny-Schiene, wurden Vorderschaftgriffe auch bei vielen anderen Waffen individuell angebracht.  Bei manchen Waffen sind diese Schienen auch zusätzlich seitlich vorhanden; dadurch können die Griffe auch horizontal als Vorderschaftgriff genutzt werden.
Vorderschaftgriffe können auch über ein ausklappbares Zweibein im Inneren des Griffgehäuses verfügen. Der Griff kann auch über ein taktisches Licht und die in die Griffbaugruppe eingegossenen Steuerschalter verfügen. Varianten können auch als Behälter für Ersatzteile, Ersatzbatterien für Optiken, Waffenlichter oder kleine Erste-Hilfe-Ausrüstung genutzt werden. Diese Behälter können auch wasserdicht ausgeführt sein.

### Abgewinkelter Vorderschaftgriff
Abgewinkelte Vorderschaftgriffe können eine ähnliche Funktionalität bieten wie vertikale Vordergriffe. Ein vertikaler Vordergriff kann besser im taktisch-operativen Einsatz der Waffe geeignet sein, während ein abgewinkelter Vordergriff die Waffe in gedeckten Positionen effektiver in die Schulter des Schützen zieht, was die Schussgenauigkeit verbessern kann. Einige abgewinkelte Vordergriffe sind für die gleichzeitige Verwendung mit dem klassischen Griff um den Vorderschaft (C-Clamp-Griff) konzipiert, was je nach Situation vorteilhaft sein kann.

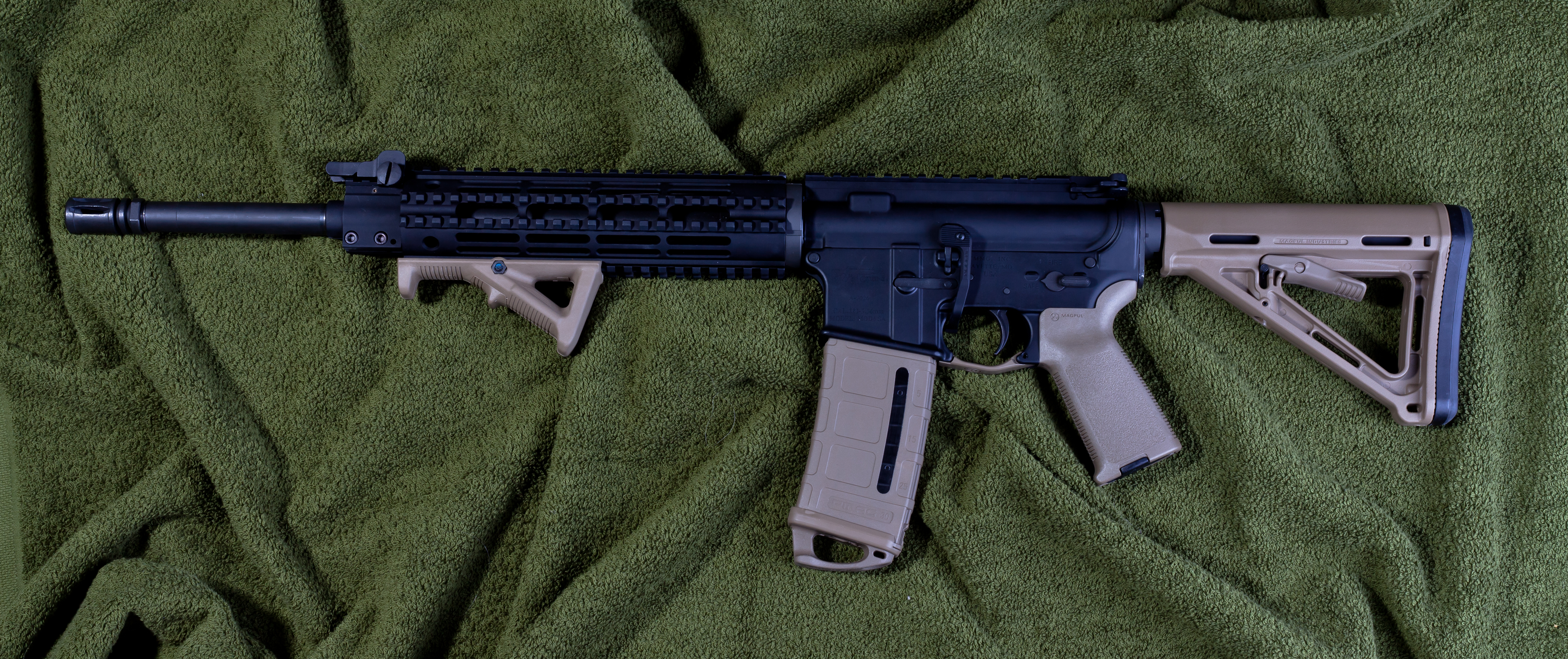
AR-15 mit abgewinkeltem Vorderschaftgriff
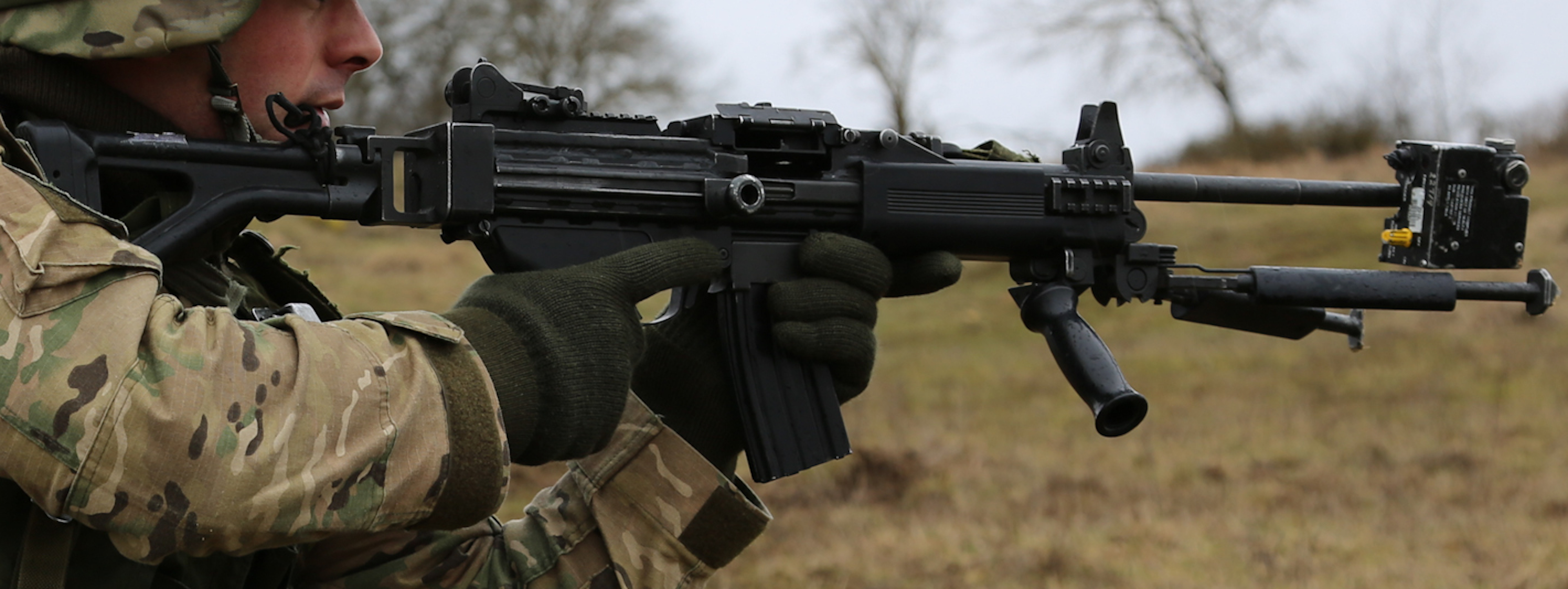
IMI Negev mit seitlich abgewinkeltem Vorderschaftgriff